# Mergellus mochanovi
Mergellus mochanovi är en utdöd asiatisk fågel i familjen änder inom ordningen andfåglar. Den beskrevs 2014 utifrån fossila lämningar funna i Djuktajgrottan nära Djuktajfloden i ryska Sacha. Avlagringarna i grottan dateras från sen pleistocen och möjligen in i holocen.